# Triaenodes marginatus
Triaenodes marginatus is een schietmot uit de familie Leptoceridae. De soort komt voor in het Nearctisch gebied.